# Principessa (La bella addormentata)
La principessa è la protagonista della fiaba La bella addormentata.

## Storia originale
Per celebrare il battesimo della tanto sospirata figlioletta, un Re e una Regina invitano tutte le fate del regno affinché le facciano da madrina. Ognuna delle fate dona qualcosa alla neonata: chi la bellezza, chi la saggezza, chi il talento musicale. Sopraggiunge una fata cattiva, che non era stata invitata e per vendicarsi dell'onta dona alla bambina una maledizione: "La figlia del re a quindici anni si pungerà con un fuso e cadrà a terra morta". Una delle fate buone, pur non potendo annullare l'incantesimo, lo mitiga, trasformando la condanna a morte in quella di 100 anni di sonno, da cui la principessa potrà essere svegliata solo dal bacio di un principe. Per impedire che la profezia si compia, il Re bandisce gli arcolai dal suo regno; ma la principessa, all'età di 15 anni, per caso incontra una vecchia che sta tessendo, e il suo fato si compie. La fata buona, sopraggiunta per aiutare la sua figlioccia, fa addormentare insieme alla principessa l'intero castello.
Col tempo, il castello incantato si copre di una fitta rete di rovi, tale da impedire a chiunque di penetrarvi.
Dopo 100 anni un principe giunge al castello, e miracolosamente i rovi si aprono dinnanzi a lui. Il principe trova la principessa, e se ne innamora a prima vista. Il suo bacio la risveglia.
Nella seconda parte della storia, che non compare nella versione dei Grimm ed in altre successive, il principe sposa la principessa e ha da lei due figli, un maschio e una femmina, Aurora e Giorno. Egli tuttavia nasconde il suo matrimonio e i suoi frutti alla madre, che discende da una famiglia di orchi divoratori di bambini.
Quando l'orchessa scopre la famiglia segreta del figlio (ormai diventato re), decide di sterminarla. Non appena il re si allontana dal castello, l'orchessa ordina che i suoi nipoti siano serviti per cena. Il cuoco salva i piccoli con un inganno, servendo alla padrona un agnello invece del bambino e una capretta invece della sorella. Quando la padrona chiede che venga servita la principessa, ancora il cuoco la inganna servendo del cervo. Scoprendo infine l'inganno, l'orchessa si prepara a uccidere la principessa e i suoi figli gettandoli in un cortile fatto appositamente riempire di vipere e altre creature velenose; il rientro repentino del re, però, manda a monte i suoi piani. L'orchessa, scoperta, si suicida gettandosi fra le vipere.

## Nome della principessa
La protagonista cambia il suo nome a seconda della versione. In "Il Sole, la Luna e Talia", si chiama Talia (il Sole e la Luna sono i suoi bambini). Perrault non le dà un nome, definendola semplicemente «la princesse». Chiama invece sua figlia «Aurore». Pëtr Il'ič Čajkovskij trasferisce questo nome dalla figlia alla madre e chiama Aurora la principessa, come farà poi Walt Disney (non a caso anche le musiche del film sono tratte dal balletto di Tchaikovsky). Nella versione dei Grimm la principessa è invece chiamata Rosaspina (con riferimento ai cespugli di rovi che circondano il castello durante il suo sonno centenario, rendendola irraggiungibile); questo nome però le viene attribuito non dai genitori, ma dal popolo, quando, con il passare degli anni, ella si trasforma in una figura leggendaria. Anche questo soprannome sarà utilizzato nel film Disney, nella parte del film (del tutto inesistente nelle fiaba tradizionale) in cui Aurora è nascosta nel bosco dalle fate.

## Adattamenti
La principessa compare nelle seguenti opere:
Film
- Prinsessa Ruusunen (1949): interpretata da Tuula Ignatius
- Dornröschen (1955): interpretata da Angela von Leitner
- Dornröschen (1971): interpretata da Juliane Koren
- Qualcuno lo chiama amore (Some Call It Loving) (1973): interpretata da Tisa Farrow
- Come si svegliano le principesse (Jak se budí princezny) (1977): interpretata da Marie Horáková
- La bella addormentata (Sleeping Beauty) (1987): interpretata da Tahnee Welch, doppiata in italiano da Francesca Guadagno
- La bella addormentata (Šípková Růženka) (1989): interpretata da Danka Dinková, doppiata in italiano da Stella Musy
- La bella addormentata (Sleeping Beauty) (1995)
- Dornröschen (2007): interpretata da Anna Hausburg
- Sleeping Betty (2008)
- Sleeping Beauty (2011): interpretata da Emily Browning

Serie televisive
- Le grandi fiabe raccontate da Shirley Temple (Shirley Temple's Storybook) (1958): interpretata da Anne Helm
- Nel regno delle fiabe (Shelley Duvall's Faerie Tale Theatre) (1982): interpretata da Bernadette Peters
- Le fiabe son fantasia (Grimm Meisaku Gekijou) (1987): doppiata in italiano da Daniela Fava
- Le fiabe più belle (Anime Sekai no Dowa) (1995): doppiata in originale da Yuri Shiratori e in italiano da Federica Valenti
- Simsalagrimm (Simsala Grimm) (1999)
- La leggenda della bella addormentata (The Legend of Sleeping Beauty) (2001)
- Le più belle fiabe dei fratelli Grimm (Acht auf einen Streich) (2008): interpretata da Lotte Flack, doppiata in italiano da Veronica Puccio
- C'era una volta (Once Upon a Time) (2011): interpretata da Sarah Bolger, doppiata in italiano da Gemma Donati